# ジャーシム・ビン・ハマド・アール＝サーニー
ジャーシム・ビン・ハマド・アール＝サーニー（1978年8月25日 - 、アラビア語: جاسمبنحمدبنخليفةآلثاني）、は、カタールの王族、元皇太子。母校はサンドハースト王立陸軍士官学校。家名はサーニー家。

## 略歴
前首長ハマドとハマド第2夫人モーザ皇太后の第1子。弟はタミーム・ビン・ハマド・アール＝サーニー現首長など。1996年に皇太子に立てられた。
皇太子だったが、2003年8月に廃され、代わりに弟タミームが皇太子となった。廃位の理由は明らかにされていないが、重度の糖尿病が原因ではないかという噂がある。2013年6月25日より父ハマドの譲位により弟タミームが首長を務めている。

## 前半生

### 皇太子時代
1978年のドーハ生まれ。宗教は国教のイスラム教スンニ派。また、父ハマドや弟タミームも母校とするサンドハースト王立陸軍士官学校出身。
この学校には過去名だたる著名人が卒業しており、ギリシャ元王太子パウロスや、スペイン国王アルフォンソ12世、ヨルダン国王アブドゥッラー2世、リヒテンシュタイン侯世子アロイス、ボツワナ大統領イアン・カーマ、ブルネイ国王ハサナル・ボルキアなど、各国の王族や貴族、政治家も教育を受けた学校ということで有名であり、名門の軍事学校として知られている。
1996年に皇太子となる。

### 廃位
しかし2003年8月に廃され、代わりに弟タミームが皇太子となった。廃位の理由はカタール政府によっては発表されておらず、メディアも確実な報道はできていない。ただ、前述の通り糖尿病のために公務が難しいためではないかと噂されている。なお、2013年6月25日より弟タミームが首長を務めている。

## 家族
- 父：ハマド・ビン・ハリーファ・アール＝サーニー[5][出典無効]
- 母：ハマド第2夫人モーザ皇太后[5][出典無効]
- 弟：タミーム・ビン・ハマド・アール＝サーニーなど[1]
- 妻：ブタイナ・ビント・ハマド・アル＝サーニー[5][出典無効]
- 息子
  - シェイク・ハマド・ビン・ジャシム・ビン・ハマド・アール＝サーニー
  - シェイク・ファハド・ビン・ジャシム・ビン・ハマド・アール＝サーニー
  - シェイク・タミム・ビン・ジャシム・ビン・ハマド・アール＝サーニー
- 娘
  - シェイカ・モザ・ビント・ジャシム・ビン・ハマド・アール＝サーニー
  - シェイカ・ヒンド・ビント・ジャシム・ビン・ハマド・アール＝サーニー
  - シェイカ・アル・マヤッサ・ビント・ジャシム・ビン・ハマド・アール＝サーニー
  - シェイカ・ダイ・ビント・ジャシム・ビン・ハマド・アール＝サーニー
  - シェイカ・ガンド・ビント・ジャシム・ビン・ハマド・アール＝サーニー